# 納基納 (北卡羅萊納州)
納基納（英語：Nakina）是位於美國北卡羅萊納州哥倫布縣的非建制地區。

## 歷史
納基納的郵局自1916年營運至今。

## 地理
納基納所處的海拔為高於海平面13米（即43英呎），而該地所採用的時區為UTC-5，即北美东部时区（EST）。同時該地設有夏令時間，為UTC-5調快一小時，即UTC-4（EDT）。